# Rutenio
Il rutenio è l'elemento chimico di numero atomico 44 e il suo simbolo è Ru. È il secondo elemento del gruppo 8 del sistema periodico (collocato tra il ferro e l'osmio); fa quindi parte del blocco d, ed è un elemento di transizione della seconda serie (5º periodo). È un metallo raro, come la maggior parte dei metalli del gruppo del platino, dei quali fa parte. Si trova nei minerali del platino e in lega con esso viene usato come catalizzatore.

## Caratteristiche
Il rutenio è un metallo bianco e duro, si presenta in quattro forme cristalline diverse e non si opacizza a temperature ordinarie. Si ossida con reazione esplosiva. Il rutenio si scioglie negli alcali fusi; non viene attaccato dagli acidi, ma subisce l'aggressione degli alogeni e ad alte temperature degli idrossidi alcalini. Piccole quantità di rutenio possono aumentare la durezza del platino e del palladio nonché rendere il titanio più resistente alla corrosione. Il rutenio può essere impiegato come rivestimento sia per elettrodeposizione sia per decomposizione termica. Una lega di rutenio-molibdeno è superconduttrice a temperature inferiori a 10,6 K.
Gli stati di ossidazione del rutenio variano da +1 a +8 e sono noti anche composti con numero di ossidazione −2. I più comuni nei suoi composti sono +2, +3 e +4.

## Applicazioni
Per via del suo effetto indurente su platino e palladio, il rutenio viene usato in lega con essi per produrre contatti elettrici molto resistenti all'usura.
L'aggiunta dello 0,1% di rutenio al titanio ne aumenta la resistenza alla corrosione fino a 100 volte.
Il rutenio è anche un versatile catalizzatore: ad esempio l'acido solfidrico può essere decomposto dalla luce usando una sospensione acquosa di particelle di solfuro di cadmio (CdS) e diossido di rutenio. Il rutenio viene inoltre utilizzato come catalizzatore per reazioni di idrogenazione, per le quali assicura un'efficienza catalitica maggiore del rodio. Inoltre, complessato con il BINAP, costituisce il catalizzatore di Noyori per la idrogenazione asimmetrica di aldeidi, chetoni e immine e garantisce un alto grado di stereoselezione.
I complessi organometallici tra rutenio e carbene e tra rutenio e allenilidene si sono rivelati catalizzatori molto efficienti per la metatesi delle olefine, ossia per il riarrangiamento dei gruppi alchilici attorno agli atomi coinvolti nel doppio legame carbonio-carbonio, con importanti ricadute nella sintesi di composti organici e molecole di interesse farmaceutico.
Complessi organo-metallici del rutenio hanno evidenziato delle proprietà anti-tumorali portando allo sviluppo di medicinali sperimentali.
Altri complessi del rutenio, per via della loro capacità di assorbire la luce di tutto lo spettro visibile, sono oggetto di ricerca nello sviluppo di tecnologie solari.
Alcune leghe di rutenio-iridio sono utilizzate da aziende produttrici di accessori di lusso quali Mont Blanc e Rolex.

## Storia
Il rutenio, dal latino Ruthenia che significa Russia, fu isolato da Karl Ernst Claus nel 1844. Klaus dimostrò che l'ossido di rutenio conteneva un nuovo elemento e ottenne 6 grammi di rutenio metallico dalla parte di platino grezzo insolubile nell'acqua regia.
È possibile che già il chimico polacco Jędrzej Śniadecki avesse isolato l'elemento 44 da minerali del platino nel 1807 chiamandolo vestio, tuttavia il suo lavoro non fu mai confermato e successivamente egli ritirò la sua dichiarazione.

## Disponibilità
Questo elemento molto raro si trova di solito in minerali di metalli del gruppo del platino nei Monti Urali e nelle Americhe. Quantità molto piccole, ma commercialmente importanti, si trovano nella pentlandite estratta a Sudbury (Ontario) e nei depositi di pirossenite in Sudafrica.
Questo metallo viene isolato attraverso un complicato procedimento chimico in cui si usa idrogeno per ridurre il rutenio ammonio cloruro e ottenere piccole quantità di polvere di rutenio, che viene poi consolidata con tecniche metallurgiche o fusa in forni ad arco elettrico in atmosfera inerte di argon.
Inoltre è possibile ottenere rutenio dal combustibile nucleare esaurito che contiene una piccola percentuale di isotopi di rutenio: il rutenio prodotto in questo modo contiene però un isotopo radioattivo (106Ru) con un'emivita di 373,59 giorni, perciò deve essere lasciato in deposito in strutture sicure per almeno 30 anni affinché possa essere smaltito pressoché completamente prima di poter mettere in commercio il metallo ottenuto.
A causa delle difficoltà legate al suo ottenimento e a causa delle sue particolari caratteristiche chimico-fisiche il rutenio è presente in commercio in quantità estremamente ridotte e questo ne giustifica il prezzo particolarmente elevato.

## Composti
I composti del rutenio sono spesso molto simili per proprietà a quelli del cadmio ed esibiscono almeno otto stati di ossidazione diversi; i più diffusi però sono +2, +3 e +4.

## Isotopi
Il rutenio (44Ru) fa parte dei metalli del gruppo del platino (Ru, Rh, Pd e Os, Ir , Pt) ed è un elemento raro: è il 78º per abbondanza sulla crosta terrestre (circa 100 parti per trilione) e si trova di solito associato nei minerali con gli altri metalli del gruppo.
Dell'elemento rutenio si conoscono almeno 34 isotopi, con numeri di massa compresi nell'intervallo A = 87 e A = 120. Tra questi, quelli presenti in natura, e che sono osservativamente stabili, sono i sette isotopi che seguono, con le loro abbondanze relative in parentesi: 96Ru (5,54%), 98Ru (1,87%), 99Ru (12,76%), 100Ru (12,6%), 101Ru (17,06%), 102Ru (31,55%) e 104Ru (18,62%).

### Intervallo degli isotopi naturali, daA= 96 adA= 104
Entro questo intervallo gli isotopi naturali (A  = 96, 98, 99, 100, 101, 102 e 104) sono tutti stabili, sebbene il primo e l'ultimo abbiano modi di decadimento possibili, anche se finora non osservati.

#### Primo e ultimo:96Ru e104Ru
Il 96Ru, relativamente povero di neutroni, potrebbe trasformarsi esotermicamente tramite una combinazione di tre processi di decadimento contemporanei: doppia cattura elettronica (εε), cattura elettronica ed emissione di positrone (εβ+) e doppia emissione di positrone (2β+), per dare in ogni caso l'isotopo stabile molibdeno-96 ed emissione di due neutrini. Le energie di decadimento sono: Qεε = 2 718 keV, Qεβ+ = 1 696 keV e Q2β+ = 674 keV. L'emivita stimata è maggiore di 6,9×1019 anni, periodo di miliardi di volte l'età stimata dell'Universo, che comporta che la radioattività dell'isotopo sarebbe praticamente del tutto inavvertibile.
Il 104Ru, ricco di neutroni, potrebbe trasformarsi esotermicamente tramite doppio decadimento beta (2β−) per dare l'isotopo stabile palladio-104 ed emissione di due antineutrini. L'energia di decadimento è Q2β− = 1 301 keV. L'emivita stimata è maggiore di 1,9×1020 anni e, come sopra per 96Ru, la radioattività dell'isotopo è anche qui inavvertibile.

#### Isotopi intermedi
Entro l'intervallo degli isotopi naturali, oltre ai due menzionati sopra, abbiamo gli isotopi 98Ru (spin 0), 99Ru (spin 5/2), 101Ru (spin 5/2) e 102Ru, che sono stabili, ma in mezzo ci sono anche gli isotopi artificiali 97Ru e 103Ru, che sono radioattivi e che mostrano decadimenti beta di segno opposto.
Il 97Ru (spin 5/2) decade β+ (Q = 85,67 keV), con emivita di 2,89 giorni, in tecnezio-97, che decade a sua volta in molibdeno-97, stabile.
Il 103Ru (spin 3/2) decade β− (Q = 763,41 keV), con emivita di 39,26 giorni in rodio-103, stabile.

### Isotopi artificiali esterni
Di questi isotopi, tutti radioattivi, consideriamo due di essi a sinistra dell'intervallo e due a destra.

#### A< 96(p+→n)
Il 94Ru decade per cattura elettronica (ε, Q = 563,9 keV), con emivita di 51,83 minuti, in tecnezio-94, che decade a sua volta per emissione di positrone (β+) in molibdeno-94, stabile.
Il 95Ru (spin 5/2) decade per cattura elettronica (ε, 86%) ed emissione di positrone (β+, 14%);  dando tecnezio-95; Qε = 1 545 keV, Qβ+ = 523 keV, con emivita di 1,643 ore (95,6 minuti); il tecnezio-95 così prodotto non è stabile e decade a sua volta, per cattura elettronica, dando molibdeno-95, stabile.

#### A> 104(n→p+)
Il 105Ru (spin 3/2) decade β− (Q = 1 918 keV), con emivita di 4,444 ore, in rodio-105, che decade a sua volta β− in palladio-105, stabile.
Il 106Ru decade β− (Q = 39,4 keV), con emivita è di 1,019 anni (371,8 giorni), in rodio-106, che decade a sua volta β− in palladio-106, stabile.
Questo è l'isotopo radioattivo più longevo del rutenio, seguito da 103Ru e 97Ru.  Altri radioisotopi hanno emivite molto più brevi, la maggior parte di essi ha emivite di meno di 5 minuti.

## Precauzioni
Il tetrossido di rutenio (RuO4), simile al tetrossido di osmio, è molto tossico e può esplodere. Il rutenio non ha nessun ruolo biologico, ma macchia facilmente la pelle umana, può essere cancerogeno ed è soggetto a bioaccumulo nelle ossa.